# Kicking Horse Drive Bridge
Le Kicking Horse Drive Bridge est un pont routier canadien à Golden, en Colombie-Britannique. Il permet le franchissement du Columbia par la route menant au Kicking Horse Mountain Resort.